# Ярське сільське поселення (Ярський район)
Я́рське сільське поселення (рос. Ярское сельское поселение) — муніципальне утворення у складі Ярського району Удмуртії, Росія. Адміністративний центр і єдиний населений пункт — селище Яр.

## Історія
Станом на 2002 рік до складу Ярської селищної ради входило також селище Ярський Льнозавод, який зараз перебуває у складі Бармашурського сільського поселення. До 7 жовтня 2005 року сільське поселення мало статус міського поселення.

## Господарство
В поселенні діють ПТУ, 3 школи, 3 дитячих садочки, школа мистецтв, будинок дитячої творчості, лікарня на 112 місць, клуб, бібліотека, Ярський історико-краєзнавчий музей. З підприємств працюють ТОВ «Енергія», ТОВ «Ярагропроменерго», ТОВ «Схід», ТОВ «Навікар», КФГ «Палсан», дільниця Глазовського РЕС, філіал ТОВ «Енергобаланс», редакція газети «Сільська правда».

## Населення
Населення — 6442 особи (2017; 6404 у 2015, 6482 в 2012, 6596 в 2010, 7189 у 2002).